# Sonata para violín n.º 1 (Schumann)

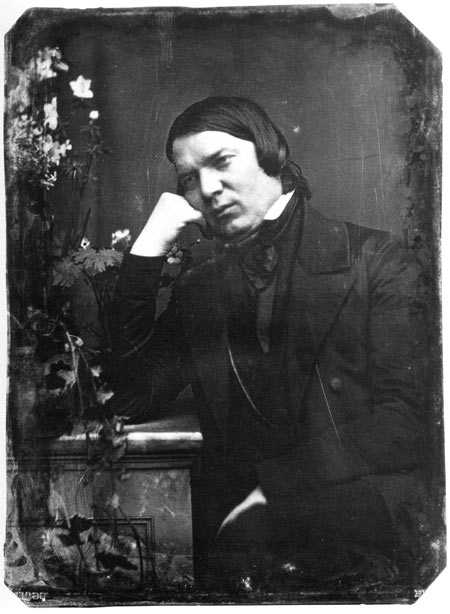
Robert Schumann en 1850.

La Sonata para violín y piano n.º 1 en la menor, Op. 105 es una pieza camerística compuesta por Robert Schumann en 1851.

## Historia
La composición se desarrolló en la semana del 12 al 16 de septiembre de 1851 durante su etapa como director de orquesta en Düsseldorf. Empezó a trabajar en lo que iba a ser un dúo para pianoforte y violín. Esta fue la primera de un grupo de tres extraordinarias piezas de música de cámara que fueron concebidas en un periodo de intensa creatividad de unos dos meses. Las otras dos obras son el Trío para piano n.º 3 Op. 110 y la Sonata para violín n.º 2 Op. 121. No obstante, según los informes el compositor expresó su descontento con la obra: 

«No me gustó la primera sonata para violín y piano; así que escribí una segunda, que espero que haya resultado mejor.»

El año 1851 fue muy ajetreado para Schumann en el terreno profesional. Tuvo lugar el estreno de la Sinfonía Renana y llevó a cabo una revisión sustancial de su Sinfonía n.º 4 en re menor de 1841. Ese mismo año escribió el Trío para piano n.º 3, las Sonatas para violín n.º 1 y n.º 2, varias canciones y obras corales, entre ellas el oratorio Der Rose Pilgerfahrt. Además compuso las oberturas de concierto Julius Caesar basada en la obra teatral homónima de Shakespeare y Hermann und Dorothea sobre la novela de Goethe.
Las dos sonatas para violín y piano de Schumann fueron creadas bastante más tarde que otras piezas camerísticas suyas que han alcanzado más renombre, tales como los Tres cuartetos de cuerda Op. 41, el Quinteto con piano Op. 44 y Cuarteto con piano Op. 47. Las sonatas presentan un abanico de desafíos y recompensas diferente al de esas creaciones anteriores. Los signos del inminente colapso de Schumann son ciertamente evidentes ya en su primera sonata para violín, pero no por una deficiencia de valor musical sino porque las complejidades dramáticas y psicológicas de la obra hablan por sí solas. No obstante, la segunda sonata generalmente es considerada como la superior de las dos sonatas de 1851. Aún compuso una tercera sonata para violín con dos movimientos que había creado para la Sonata F-A-E. 
La primera interpretación privada de la sonata tuvo lugar el 16 de octubre de 1851 de la mano de su esposa, la pianista Clara Schumann y el violinista Wilhelm Joseph von Wasielewski. El estreno oficial se celebró en marzo de 1852 y la interpretación corrió a cargo de Clara Schumann junto al violinista Ferdinand David en esta ocasión. La sonata fue publicada por Hofmeister en 1852 o quizás a finales de 1851 como "sonata para piano y violín", no para violín y piano.

## Estructura y análisis
La sonata consta de tres movimientos:
- I. Mit leidenschaftlichem Ausdruck, en la menor 6
8
- II. Allegretto, en fa mayor 2
4
- III. Lebhaft, en la menor 2
4

La interpretación de la obra dura aproximadamente entre 15 y 20 minutos.

### I.Mit leidenschaftlichem Ausdruck
El primer movimiento lleva la indicación Mit leidenschaftlichem Ausdruck que quiere decir "Con expresión apasionada". Está escrito en la tonalidad de la menor y en compás de 6/8. Empieza apasionadamente, con el tema interpretado por primera vez por el violín y susceptible, como muchos de los temas de Schumann, de un tratamiento canónico; el propio autor lo comentó en una ocasión. Este tema sirve de introducción a una forma sonata compacta e impulsada por un uso económico de los ritmos. Los temas nuevos suelen basarse en algunos de los mismos ritmos que los anteriores y también se solapan con ellos. La ondulación de esta pieza se establece mediante la figuración ininterrumpida de semicorcheas en la mano derecha del piano. La música se despliega con grandes oleadas de emoción y actividad; el tono pesado de los primeros compases se eleva a cotas de pasión más esperanzadora cuando aparece el segundo tema. El desarrollo es conciso y se centra casi exclusivamente en el motivo inicial.
La sonata también se ve impulsada por la intensidad añadida por el tratamiento canónico de los temas, que giran en torno a un pequeño número de clímax y avanzan hacia ellos, uno de los cuales es la reaparición del tema inicial en una forma muy ralentizada justo antes de la reexposición. El paso a la recapitulación, sin fisuras, es un golpe maestro, al igual que la forma en que Schumann adapta el giro armónico de la apertura para lograr una sensación de conclusión. La coda se articula en dos partes. Una es tranquila y sostenida sobre un pedal de las notas fa - mi con varias reiteraciones del tema principal, que va ganando intensidad. Esta parte desemboca en una sección de casi una página entera, en la que el violín ejecuta rápidas semicorcheas mientras el piano en su mayoría toca acordes, hasta las armonías finales de la mayor - la menor - si disminuido - mi mayor - la menor.

### II.Allegretto
El segundo movimiento, Allegretto, está escrito en fa mayor y en compás de 2/4. Se trata de un intermezzo de ritmo enérgico a medio camino entre un movimiento lento y un scherzo, en forma de rondó con dos episodios en fa menor y re menor, este último marcado como Bewegter ("En movimiento"). No puede haber mayor contraste entre los agitados compases finales del primer movimiento y los suaves tonos del segundo. Se trata de una pieza sin apenas movimiento dramático. En su lugar, está construido con el mismo material que constituyó muchas de las primeras piezas de carácter del compositor. Se trata de un diálogo suave, en esencia desapasionado, entre ideas musicales opuestas: una se basa en un giro sincopado delicadamente descendente, la otra es más ágil, con texturas en spiccato y trinos, pero no más enérgica que su compañera. Hay también una tercera idea, en fa menor, más delicadamente melódica y enteramente en pianissimo, que hace una aparición y luego desaparece para siempre. Los frecuentes calderones no constituyen una mera separación de frases y secciones, sino que son esenciales para el carácter del movimiento. La agitación de la sección central, que es algo más rápida, es breve y sólo brinda a los intérpretes la oportunidad de hacer algunas declaraciones más enérgicas antes de volver de manera inevitable al tono íntimo del inicio. Aquí se aprecia claramente la personalidad de Schumann descrita en sus escritos de juventud con los nombres de Florestán, Eusebius y el Maestro Raro.

### III.Lebhaft
El tercer y último movimiento lleva la indicación Lebhaft que significa "Animado", está escrito en la menor y mantiene el compás de 2/4. Comienza con un tema similar al que abre el segundo trío para piano de Felix Mendelssohn. La exposición está dominada por un movimiento de semicorcheas presente en casi todos los compases. Hacia la mitad de la exposición aparece un grupo de temas en fa mayor, pero rápidamente retorna al flujo principal de la menor. El desarrollo incorpora nuevos temas, en su mayoría basados en el material de la exposición (algunos por aumentación y otros por variación) y los trata, de nuevo, canónicamente antes de introducir poco a poco un episodio cantabile. Éste también se basa en el material principal del movimiento, y es sólo un breve instante en el que relajarse antes de que vuelvan las trepidantes semicorcheas. Un pasaje transitorio conduce a la recapitulación, que durante unos 20 compases es igual al pasaje equivalente de la exposición. El material que conduce al segundo grupo arranca esta vez en do mayor en lugar de la menor, y el segundo grupo suena en la mayor.
Los temas en modo mayor reciben un poco menos de espacio esta vez antes de que la menor regrese en forma de un calmado par de octavas, la nota fa en trémolo en la mano izquierda y la nota la mantenido en la derecha, alternando ocasionalmente con las correteantes semicorcheas. Sobre ello el violín toca la versión más larga del tema principal del primer movimiento, dos veces, y luego, crescendo, se une al frenesí de movimiento perpétuo del piano hasta que se alcanza un recuerdo del tema canónico que había abierto el desarrollo - ahora tocado sforzando (mit Violoncell, "con violonchelo", escribe incluso Schumann), abriendo la última etapa de la coda que puntúa la carrera hacia los acordes finales dieciséis compases más tarde.
Es difícil decir si este movimiento es de menor sustancia que sus compañeros, ya que, en manos de un dúo capaz, su movimiento perpétuo brilla hasta el crescendo final, tras el cual los tres robustos acordes parecen algo molestos y antinaturales. No obstante, a menudo el movimiento resulta seco e innecesariamente repetitivo. Las aparentes carencias del movimiento sin duda son el resultado de la búsqueda de su compositor por explorar matices cada vez más sutiles de psicología musical. La sensación de irresolución al final de la sonata no puede interpretarse en modo alguno como involuntaria, sino que más bien debe verse como el esfuerzo de Schumann por explorar honestamente las profundidades de su propia mente cada vez más convulsa y compleja, independientemente de si el producto resultante se correspondía o no con los valores musicales preexistentes.